# Płetwonurek Nawigator (PNA)
Płetwonurek nawigator KDP/CMAS (PNA) – szkolenie specjalistyczne KDP/CMAS pionu rekreacyjnego. Uczestnik kursu zdobywa wiedzę teoretyczną i umiejętności praktyczne w zakresie nawigacji podwodnej.

## Warunki udziału w kursie
- ukończone 14 lat
- posiadanie Stopnia Płetwonurka KDP/CMAS * (P1) lub stopnia innej organizacji, uprawniającego do nurkowania na głębokość min. 18 m
- zgoda rodziców lub opiekunów prawnych w przypadku osób niepełnoletnich na odbycie kursu,
- orzeczenie lekarza o niestwierdzeniu przeciwwskazań zdrowotnych do uprawiania płetwonurkowania (wydane nie wcześniej niż 1 rok przed datą rozpoczęcia kursu) lub oświadczenie dotyczące stanu zdrowia (tylko dla osób pełnoletnich)

## Przebieg szkolenia
- zajęcia teoretyczne (4,5 godziny), zajęcia praktyczne (4 godziny) należy przeprowadzić w ciągu minimum 1 dnia szkoleniowego. Minimum 2 nurkowania w wodach otwartych w zakresie głębokości odpowiednich do posiadanych uprawnień, o łącznym czasie pobytu pod wodą minimum 60 minut. Maksymalny czas realizacji programu nie może być dłuższy niż 2 miesiące

## Kadra kursu
- Instruktor Nurkowania Nawigacyjnego KDP/CMAS (MNA)
- Maksymalna liczba kursantów na 1 instruktora dla zajęć pod wodą: 6

## Uprawnienia
- są ważne w Polsce i na całym świecie
- są potwierdzone międzynarodowym certyfikatem
- szkolenie wymagane przed przystąpieniem do kursu Płetwonurek Eksplorator

Po kursie uczestnik otrzymuje wpis do Książki Płetwonurka KDP oraz certyfikat Płetwonurka Nawigatora KDP/CMAS (PNA).